# Bjarni Viðarsson
Bjarni Þór Viðarsson (ur. 5 marca 1988 w Reykjavíku) – islandzki piłkarz występujący na pozycji środkowego pomocnika. Obecnie jest zawodnikiem Silkeborg IF.

## Kariera klubowa
Bjarni Viðarsson karierę rozpoczynał jako junior w islandzkim klubie Hafnarfjarðar. W 2004 roku trafił do juniorskiej ekipy angielskiego Evertonu. W lutym 2007 wypożyczono go do AFC Bournemouth występującego w League One. W jego barwach zadebiutował 10 lutego 2007 w wygranym 5:0 ligowym pojedynku Leyton Orient, a 24 lutego 2007 w wygranym 2:1 spotkaniu z Oldham Athletic strzelił pierwszego gola w zawodowej karierze. W Bournemouth rozegrał 6 spotkań i zdobył jedną bramkę. W marcu 2007 powrócił do Evertonu. W jego barwach zadebiutował 20 grudnia 2007 w wygranym 3:2 meczu Pucharu UEFA z AZ Alkmaar.
W styczniu 2008 roku został wypożyczony do holenderskiego FC Twente. Nie rozegrał tam żadnego spotkania, ale po zakończeniu sezonu 2007/2008 został wykupiony przez ten klub z Evertonu.
W zespole z Enschede także nie przebił się do pierwszej drużyny, a latem 2009 roku podpisał roczny kontrakt z KSV Roeselare. Bjarni świetnie rozpoczął pierwszy sezon w tym klubie. Po 11 meczach zdobył aż 6 goli, później nie strzelał goli, ale nadal grał bardzo dobrze. Sezon zakończył 6 bramkami, 2 asystami, rozegrał 23 mecze. Po sezonie zainteresowanie nim było spore. Interesowały się nim Germinal Beerschot Antwerpia, Lierse SK, KSC Lokeren i KV Mechelen. Bjarni zdecydował się na klub z Mechelen podpisując trzyletnią umowę.

## Kariera reprezentacyjna
Bjarni Viðarsson jest byłym młodzieżowym reprezentantem Islandii. Występował w jej wszystkich kategoriach wiekowych, a w 2008 roku zadebiutował w kadrze seniorskiej.

## Życie prywatne
Bjarni Viðarsson ma dwóch braci - Arnara oraz Daviða, którzy również są piłkarzami. Arnar jest graczem Cercle Brugge, a Davið Östers IF Växjö. Obaj są również reprezentantami Islandii. Ich ojciec Viðar Halldorsson podobnie jak synowie też był piłkarzem.